# Drobeta perplexa
Drobeta perplexa là một loài bướm đêm trong họ Noctuidae.